# Пугачёв, Фёдор Иванович
Фёдор Иванович Пугачёв (род. 27 марта 1954, село Верещаки Новозыбковского района Брянской области) — советский офицер, начальник разведки 101-го гвардейского мотострелкового полка 5-й гвардейской мотострелковой дивизии 40-й армии Краснознамённого Туркестанского военного округа (ограниченный контингент советских войск в Демократической Республике Афганистан), капитан, Герой Советского Союза.

## Биография
Родился 27 марта 1954 года в селе Верещаки Новозыбковского района Брянской области в семье колхозника. Русский. Учился в Верещакской средней школе, окончил 10 классов.

### Служба в армии
В Советскую Армию был призван в сентябре 1971 года Новозыбковским райвоенкоматом Брянской области. В 1975 году окончил Ташкентское высшее танковое командное ордена Ленина училище имени П. С. Рыбалко. Член КПСС с января 1975 года. Служил в Краснознамённом Северо-Кавказском, ордена Ленина Забайкальском, Краснознамённом Белорусском и Краснознамённом Туркестанском военных округах.
В течение двух с половиной лет, с ноября 1981 года, находился в составе ограниченного контингента советских войск в Афганистане. Капитан (16.10.1981).

### Подвиги
За период службы в Демократической Республике Афганистан участвовал в 122 видах боевых действий (реализация разведывательных данных, засадные действия и рейдовые операции).
Так, 18 декабря 1981 года при блокировании населённого пункта Амруда в результате принятого им смелого тактического решения, точной оценки обстановки, верного прогноза событий ротой под его командованием было уничтожено 32 мятежника, исламский комитет, 23 противотанковые мины; захвачено в плен — 14 мятежников, 28 единиц стрелкового оружия; взято два знамени исламских комитетов. Лично он уничтожил 12 мятежников и 3 взял в плен, в ходе боя получил ранение.
4 мая 1982 года в критический момент боя у населённого пункта Даргара не растерялся при наступлении превосходящих сил мятежников, а когда рота залегла под внезапным, ведущемся из крепости, перекрёстным огнём противника, он возглавил группу прорыва, стремительным рывком ворвался в крепость и лично уничтожил 15 бандитов, 3 пленил.
4 ноября 1982 года в районе населённого пункта Карьяини, верно определив момент нанесения решающего удара ротой по многочисленному отряду моджахедов, он лично возглавил атаку, в ходе которой было уничтожено 118 моджахедов вместе с главарём отряда, пленено 18 моджахедов, лично сам в рукопашной схватке уничтожил 7 моджахедов, был ранен, но продолжал вести боевые действия, личным примером воодушевляя личный состав на смелые и решительные действия.
29 августа 1983 года у населённого пункта Бартахт в невероятной схватке с мятежниками в течение 4-х часов раненый руководил боевыми действиями роты и сам уничтожил 14 мятежников.
Указом Президиума Верховного Совета СССР от 23 января 1984 года за мужество и героизм, проявленные при оказании интернациональной помощи Демократической Республике Афганистан, капитану Пугачёву Фёдору Ивановичу присвоено звание Героя Советского Союза с вручением ордена Ленина и медали «Золотая Звезда» (№ 11502).

### После Афганистана
Окончил Военную академию имени М. В. Фрунзе. Продолжал службу в Вооружённых Силах СССР, а с 1991 года — Российской Федерации. В 1991—1992 годах командовал 69-м мотострелковым Проскуровским Краснознамённым орденов Суворова и Кутузова полком. Командовал 18-й отдельной мотострелковой бригадой.

### После службы
Живёт в городе Солнечногорск Московской области. Является советником Главы Солнечногорского муниципального района.

## Награды
- Медаль «Золотая Звезда»[1];
- орден Ленина[1];
- орден Красной Звезды[2];
- юбилейная медаль «60 лет Вооружённых Сил СССР»[3];
- юбилейная медаль «70 лет Вооружённых Сил СССР»[4];
- медаль «За безупречную службу» I степени;
- медаль «За безупречную службу» II степени;
- медаль «За безупречную службу» III степени.

## Память
- в 1986 году издательством «Плакат» был выпущен комплект открыток «Мы — интернационалисты» об участниках войны в Афганистане (одна из которых — о Герое Советского Союза майоре Ф. Пугачеве)[5]
- В июне 2015 года на Аллее Героев в г. Новозыбков Брянской области установлен бюст Герою Советского Союза Ф. И. Пугачеву[6].
- 14 февраля 2020 года МБОУ «Верещакская средняя общеобразовательная школа» стала носить имя Героя — МБОУ «Верещакская СОШ имени Героя Советского Союза Ф. И. Пугачева»[7].

## Документы
- Представление Ф. И. Пугачёва к званию Героя Советского Союза на сайте ветеранов 5-й гвардейской Зимовниковской Краснознамённой ордена Кутузова II степени мотострелковой дивизии имени 60-летия СССР.